# Zaiga Jansone
Zaiga Jansone-Ivanova (Riga, 24 de gener de 1951) és una extennista i entrenadora soviètica.

## Biografia
Filla de Jānis Jansone, que també fou el seu primer entrenador. Va representar els clubs Daugava (Riga), CSKA (Moscou) i ASK (Riga), i fou entrenada també per Serguey Andreev i Semyon Belits-Geiman.
Durant els primers anys de la dècada del 1970 va formar parella amb Olga Morozova per guanyar cinc ocasions consecutives el campionat soviètic en dobles. Individualment només va aconseguir disputar la final l'any 1970, curiosament enfront Morozova, però fou derrotada. El seu millor resultat en un Grand Slam fou arribar a quarta ronda de Wimbledon l'any 1971.
Ja retirada com a jugadora, es va graduar el 1981 en la Universitat de Letònia en periodisme, però bàsicament va exercir com a entrenadora, primer a "Jūrmala Sports School", i el 1993 va crear la seva pròpia escola "Zaiga Jansone-Ivanova Tennis School" en la mateixa ciutat.
Va participar en els Jocs Olímpics de Ciutat de Mèxic (1968) en l'esdeveniment de tennis, que fou esport de demostració i d'exhibició. Va disputar cinc de les sis les proves en les quals podia participar, dues de demostració (individual i dobles mixts amb Vladimir Korotkov) i les tres d'exhibició (individual, dobles femenins amb Cecilia Rosado i dobles mixts amb Vladimir Korotkov). En les dues darreres proves va aconseguir guanyar una medalla olímpica, la de bronze en dobles femenins i la d'or en dobles mixts.